# 國立臺北大學社會科學學院
國立臺北大學社會科學學院是隸屬於臺灣國立臺北大學的一個學院，由社會學系、社會工作學系、經濟學系、犯罪學研究所、臺灣發展研究中心等三系一所二中心共六個學術單位組成。

## 組織
- 社會學系
- 社會工作學系
- 經濟學系
- 犯罪學研究所
  - 橄欖枝中心
- 臺灣發展研究中心
- 高齡與社區研究中心[1][2]

## 沿革
國立臺北大學的歷史，可以追溯到1949年兩岸分治，中華民國政府遷臺時，為了因應大量增加的人口，並安頓失學學生，所成立的臺灣省立行政專科學校。當時設有二年制財政科，為今日經濟學系前身。1951年秋，政專受內政部的請託，增設二年制社會行政科，為社會學系與社會工作學系的前身。至1954年，財政科改為三年制。至於臺灣省行政專修班，也設有財務行政科及社會行政科。
1955年，政專、行專兩校合併，改制為「臺灣省立法商學院」。當時，設有四年制社會學系、財政學系，並附設專修科，容納原二年制臺灣省行政專修班各科。1958年，依照教育部的指示，財政學系改稱經濟學系。
1961年，法商學院與臺灣省立農學院合併，改組為中興大學，法商學院各系所組成中興大學法商學院，仍有經濟學系、社會學系等二系。1999年5月，成立臺灣發展研究中心，隸屬於法商學院。
2000年2月1日臺北大學成立，隸屬於中興大學法商學院的各學術單位脫離中興大學，改組成臺北大學的各院系。經濟學系、臺灣發展研究中心與社會學系社會工作組、社會學組改組而成的社會工作學系、社會學系等四個單位，組成國立臺北大學社會科學學院。2001年8月，又成立犯罪學研究所，隸屬於社科院。
在臺北大學時期，社科院落實大學社會責任（University Social Responsibility, USR），與三峽、鶯歌當地社區互動，為其一大特色。